# 渡边和三
渡边和三（日语：／ Watanabe Kazumi，1947年10月30日—1996年8月2日），日本男子射击运动员。他曾代表日本参加1984年、1988年和1992年夏季奥林匹克运动会射击比赛，其中1992年奥运会获得一枚银牌。